# The Hunters
The Hunters — британський інструментальний гурт кінця 1950-х — початку 1960-х років. Заснований в місті Cheshunt, графство Хартфордшир, Англія.

## Історія
Гурт сформували деякі колишні учасники гурту The Parker Royal Five. The Hunters працювали як бек-гурт:
- для гастролюючих зірок США, таких як Боббі Райделл (Bobby Rydell), Джиммі Джонс (Jimmy Jones);
- для британських музикантів, таких як Френк Айфілд (Frank Ifield), Марк Вінтер (Mark Wynter), Кенні Лінч (Kenny Lynch), Майкл Кокс (Michael Cox);
- для інших міні-гуртів, таких як дует The Allisons, гурт The Avons[1].

Першим хітом, до створення якого долучився The Hunters як бек-гурт, став «Sweet Dreams» співака Дейва Семпсона (Dave Sampson), сингл був записаний на лейблі Columbia Records.
В травні 1960 року сингл посів 29 місце у чарті синглів Великобританії.
Семпсон написав цю пісню з другом Кліфом Річардом (Cliff Richard), перебуваючи в індійському ресторані Curry Bazaar на Вардор-стріт (Вест-Енд, Лондон) у жовтні 1959 року.
Але продюсер Норрі Парамор (Norrie Paramor) вважав, що ця пісня більше підійде Семпсону.
Того ж року The Hunters випустили свій перший трек «Teen Scene» на лейблі Fontana, але трек не потрапив у чарти.
Подальші релізи відбулись у 1960—1961 роки.
The Hunters працювали як самостійно, так і як бек-гурт Дейва Семпсона.
Незважаючи на те, що сингли The Hunters не потрапляли до чарту синглів Великобританії, але продажів було достатньо, щоб лейбл Fontana погодився профінансувати випуск альбому гурту у 1961 році. А наступного року — другий альбом.
Загалом, The Hunters випустили чотири сингли та один міні-альбом із Дейвом Семпсоном на лейблі Columbia Records і п'ять синглів (один не вказаний) і два альбоми на лейблі Fontana між 1960 і 1964 роками.
Голландський рок-гурт Golden Earring був названий на честь синглу The Hunters, «Golden Earrings» / «Tally Ho» (1961 рік), який, швидше за все, був натхненний однойменним шпигунським фільмом 1947 року.
The Hunters також працювали як бек-гурт Кліфа Річарда, коли в наслідок автомобільної аварії був недоступний інший бек-гурт Кліфа Річарда, The Shadows.
Як бек-гурт Кліфа Річарда, The Hunters з'являлись в шоу на телебаченні Sunday Night at the London Palladium, у 1958 році; та на концерті NME Poll Winners Concert на Wembley Empire Pool, у 1959 році.
Інструментальні треки гурту іноді помилково сприймають як треки The Shadows.
Але по правді кажучи, наприкінці 1950-х і на початку 1960-х існувала низка інструментальних гуртів, які грали в дуже подібному стилі.
І їхнє подібне звучання було більше результатом гітар та обладнання, яке було доступне у ті часи.
Після того, як The Hunters розпався, головний гітарист Брайан Паркер (Brian Parker), бас-гітарист Джон Роджерс (John Rogers) і ритм-гітарист Норман Стрейсі (Norman Stracey) грали в бек-гурті співака Адама Фейта, The Roulettes. Щоправда не всі одночасно, а в різні часи.
Паркер швидко пішов далі і разом із другом Бастером Мейклем (Buster Meikle) (з гурту The Parker Royal Five), заснував гурт Unit 4+2.
Який посів перше місце у чарті синглів Великобританії в 1965 році з піснею «Concrete and Clay». Трек очолював британський чарт протягом одного тижня.
Барабанщик Норман Шеффілд (Norman Sheffield) разом зі своїм братом заснував рекорд-студію Trident Studios у Лондоні, рекорд-студію використовували багато відомих музикантів кінця шістдесятих і сімдесятих років, зокрема гурт Queen.
Перший альбом Queen (однойменний) був записаний на рекорд-студії Trident Studios та De Lane Lea Music Centre і випущений EMI Records.
Другий альбом Queen (Queen II) був записаний на рекорд-студії Trident Studios та Langham 1 Studios і випущений EMI Records.
Інструментальний трек «Teen Scene» гурту The Hunters був представлений у фільмі «Освіта» 2009 року.

## Учасники гурту
The Hunters
- Норман Шеффілд — барабани, перкусія (нар. Норман Дж. Шеффілд, 25 вересня 1939, Енфілд, Міддлсекс — пом. 20 червня 2014, Корнуолл)
- Норман Стрейсі — ритм-гітара, автор пісень (нар. Норман Генрі Стрейсі, 1941, Уер, Хартфордшир)
- Браян Паркер — соло-гітара, автор пісень (нар. Браян Вільям Паркер, 7 грудня 1939, Чешант, Хартфордшир — пом. 17 лютого 2001, Чешант)
- Джон Роджерс — бас-гітара (нар. Джон Роджерс, 1941, Хартфордшир — пом. 27 травня 1963, Лінкольншир, від травм, отриманих в автокатастрофі)
- Біллі Куй — бас-гітара на зустрічах після смерті Джона Роджерса в травні 1963 року (нар. Вільям Джон Куй-молодший, 12 грудня 1940 року)

Dave Sampson and The Hunters
- Дейв Семпсон — головний вокал (нар. Девід Джон Бернард Семпсон, 9 січня 1941, Аттоксетер, Стаффордшир — пом. 5 березня 2014)

## Дискографія

### Сингли / Міні-альбоми
Дейв Семпсон і The Hunters

- «Sweet Dreams» / «It's Lonesome» — Columbia DB 4449 May 1960
- «See You Around» / «If You Need Me» — Columbia DB 4502 Sep 1960
- «Why The Chicken?» / «1999» (Dave Sampson) — Columbia DB 4597 Mar 1961
- "Easy To Dream / «That's All» — Columbia DB 4625 Apr 1961
- EP «Dave» — «Talkin' In My Sleep» / «Goodbye Twelve, Hello Teens» / «Little Girl of Mine» / «Walking To Heaven» — Columbia SEG 8095 1961

The Hunters (без Дейва Семпсона)

- «Teen Scene» / «Santa Monica Flyer» — Fontana H 276 Nov 1960
- «Golden Earrings» / «Tally Ho» — Fontana H 303 Mar 1961
- «The Storm» / «How's M'Chicks?» — Fontana H 323 Aug 1961
- «Teen Scene» (re-release) / «Someone Else's Baby» — Fontana TF 514 Nov 1964

Дейв Семпсон (з музичним супроводом The Hunters)

- «Wide, Wide World» / «Since Sandy Moved Away» — Fontana H 361 Jan 1962

### Альбоми
- Teen Scene The Hunters play The Big Hits — Fontana TFL 5140 (1961)
- Hits from The Hunters — Fontana TFL 5175 (1962)